# Rupert Hirner
Rupert Hirner (ur. 28 listopada 1961) – austriacki skoczek narciarski.
W latach 1981–85 startował w Pucharze Świata. Nigdy nie zdobył punktów, kilkukrotnie natomiast zajmował miejsca w najlepszej trzydziestce. Najwyżej klasyfikowany był na 21. pozycji, 8 stycznia 1983 w Harrachovie. Występował również w Pucharze Europy. Zajmował miejsca na podium tego cyklu: w sezonie 1982/1983 był 2. w Seefeld i 3. w Neustadt, a w sezonie 1984/1985 zajął 2. miejsce w Travniku i 3. w Sarajewie.